# 風不止
《風不止》是一部香港電影，拍攝於2016年，由推土機影業出品，導演陳翊恆、編劇徐梓耀，主演包括譚耀文、沈震軒、徐偉棟、張建聲、徐少強、陳惠敏、盧惠光、李天翔、林威、白瑤。

## 劇情
李十、項左、林森三兄弟厭倦了刀光劍影的生活，適逢中國經濟起飛，三兄弟企圖投靠地產商旗下「洗白」改過自身，然而李十卻遭逢固步自封的社團前輩們諸多阻撓而身不由己，李十為了讓兒子有個「潔白」的將來，決定把心一橫爭奪社團掌舵的位置，誓要掌握自己的命運...
。
。

## 領銜主演
- 譚耀文 飾 李十
- 張建聲 飾 項左
- 徐偉棟 飾 林森
- 沈震軒 飾 李品
- 徐少強 飾 三木叔
- 陳惠敏 飾 白爺
- 盧惠光 飾 泰皇
- 李天翔 飾 傻炮
- 林威 飾 黃康
- 白瑤 飾 思琪

## 外部連結
- 預告片《風不止》[永久]